# Paroedura vazimba
Espèce
Statut de conservation UICN

 VU B1ab(iii) : Vulnérable
Paroedura vazimba est une espèce de geckos de la famille des Gekkonidae.

## Répartition
Cette espèce est endémique du Nord de Madagascar.

## Description
Les adultes mesurent entre 7 et 11 cm, ils présentent une livrée marron striée de bandes plus claires. Leurs yeux sont dorés.
Les mâles  sont territoriaux.

## Reproduction
Ovipare, la femelle pond un à deux œufs jusqu'à six fois l'an.
Les petits sortent de l'œuf après six semaines en moyenne d'incubation. Ils font environ trois centimètres à la naissance.

## En captivité
Cette espèce se rencontre en terrariophilie.

## Publication originale
- Nussbaum & Raxworthy, 2000 : Systematic revision of the genus Paroedura Günther (Reptilia: Squamata: Gekkonidae), with description of five new species. Miscellaneous Publications, Museum of Zoology, University of Michigan, n. 189, p. 1-26 (texte intégral).